# Henri Nestlé

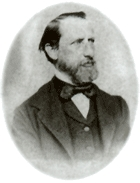
Henri Nestlé

Henri Nestlé, geboren als Heinrich Nestle (Frankfurt, 10 augustus 1814 - Glion, 7 juli 1890) was een Duitse suikerbakker, en oprichter van Nestlé, 's werelds grootste voedsel- en drankmaatschappij, evenals een van de belangrijkste uitvinders van gecondenseerde melk.